# Estação La Salut
La Salut é uma estação da linha Linha 10 do Metro de Barcelona. Entrou em funcionamento em 2010.

## Facilidades
- elevador;
- escada rolante;

## Localização
- Badalona;  Espanha,  Catalunha.